# Leptohoplia testaceipennis
Leptohoplia testaceipennis är en skalbaggsart som beskrevs av Saylor 1935. Leptohoplia testaceipennis ingår i släktet Leptohoplia och familjen Rutelidae. Inga underarter finns listade i Catalogue of Life.